# Maxim's
Maxim's är en restaurang vid Rue Royale 3 i Quartier de la Madeleine i Paris åttonde arrondissement. Den öppnade 1893 och fick 1899, inför världsutställningen 1900, sin art nouveau-interiör. I slutet av 1800-talet och i början av 1900-talet – under belle époque – var Maxim's "Paris sociala och kulinariska centrum".
Maxim's är sedan 1979 ett monument historique.